# Elecciones presidenciales de Uruguay de 1890
Las elecciones presidenciales de 1890 fueron las decimoquintas elecciones presidenciales celebradas en el Estado Oriental del Uruguay. Estas se realizaron el 1 de marzo de 1890 para elegir al presidente de la república en el período comprendido entre el 1 de marzo de 1890 al 1 de marzo de 1894.
Esta elección marcó el fin del período conocido como "militarismo" en el cual todos los presidentes de dicho periodo fueron militares o estuvieron fuertemente influenciados por estos; y marcó el inicio del período conocido como "colectivismo" o "civilismo"; un periodo fuertemente aristocrático.
Esta elección se realizó bajo las normas de la constitución de 1830, la cual establecía que el presidente de la república sería elegido mediante votación nominal por todos los miembros de la Asamblea General en una sesión permanente realizada el 1 de marzo, requiriéndose una pluralidad absoluta para ser investido en el cargo.

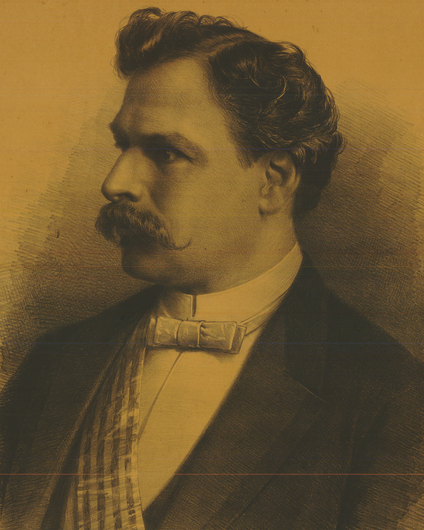
Dibujo del electo con banda presidencial

## Sistema Electoral
El sufragio solo lo ejercían los miembros de la asamblea general. El voto no era secreto, ya que los Diputados y Senadores tenían que firmar su balota.

## Resultados
| Candidato             | Partido          | Votos | %      |
| --------------------- | ---------------- | ----- | ------ |
| Julio Herrera y Obes  | Partido Colorado | 47    | 67.14  |
| Luis Eduardo Pérez    | Partido Colorado | 21    | 30.00  |
| Juan Alberto Capurro  | Partido Colorado | 1     | 1.43   |
| Manuel Herrera y Obes | Partido Colorado | 1     | 1.43   |
| Total                 | Total            | 70    | 100.00 |
| Fuente:               |                  |       |        |

## Consecuencias
Tras ser electo presidente; Julio Herrera y Obes no realizó discurso alguno.